# Lithotroof
Een lithotroof organisme is een organisme waar de energiebron bestaat uit anorganische stoffen als elektronendonor of reductor (een chemische stof die in een chemische reactie elektronen kan afstaan). Lithotrofe organismen komen veel voor in de domeinen Bacteria en Archaea. Het woord lithotroof is afkomstig van het Griekse woord lithos dat steen en trophe dat voeding betekent.
Voorbeelden van lithotrofe organismen en van lithotrofe omzettingen
- Hydrogenotrofe bacteriën, zoals die van het geslacht Ralstonia:
  - Waterstof + zuurstof worden omgezet in water: 2 H2 + O2 → 2 H2O
- Bacteriën van de soort Thiobacillus thiooxidans:
  - waterstofsulfide + zuurstof worden omgezet in zwavelzuur: H2S + 2 O2 → H2SO4
- Sulfaatreducerende bacteriën, zoals die van het geslacht Desulfovibrio:
  - Waterstof + zwavelzuur worden omgezet in waterstofsulfide + water: 4 H2 + H2SO4 → H2S + 4 H2O

Onderscheiden kan worden:
- Lithoheterotroof, waarbij organisch materiaal als koolstofbron gebruikt wordt.
- Lithoautotroof, waarbij kooldioxide uit de lucht als koolstofbron gebruikt wordt.
- Mixotroof, waarbij naast kooldioxide uit de lucht ook organisch materiaal gebruikt wordt als koolstofbron.

In aanvulling op deze indeling kan verder onderscheiden worden:
- Chemolithotroof: de energiebron is een redoxreactie
- Fotolithotroof: de energiebron is zonlicht. Deze bacteriën komen voor bij de Chromatiaceae, Chlorobiaceae, Chloroflexaceae en cyanobacteriën.

Lithotroof is het tegengestelde van organotroof.

## Overzicht
| Energiebron     | Licht                   | foto-  |         |         | -troof |
| Energiebron     | Licht & redoxreactie    | mixo-  |         |         | -troof |
| Energiebron     | Redoxreactie            | chemo- |         |         | -troof |
| Elektronendonor | Organische verbinding   |        | organo- |         | -troof |
| Elektronendonor | Anorganische verbinding |        | litho-  |         | -troof |
| Koolstofbron    | Organische verbinding   |        |         | hetero- | -troof |
| Koolstofbron    | Anorganische verbinding |        |         | auto-   | -troof |

anoxygene fotosynthese · caroteen · carotenoïde · bladgroenkorrel · chloroplast · bladgroen · chlorofyl · fotosynthese · fotosynthetisch pigment · thylakoïde · xanthofyl
Archaeplastida · algen · blauwalgen · Elysia chlorotica
fotoautotroof · fototroof
lichtreacties · fotosysteem I · fotosysteem II · fotolyse van water · Calvincyclus · redoxreactie · rubisco
Jan Baptista van Helmont · Jan Ingenhousz · Joseph Priestley · Theodor Wilhelm Engelmann · Melvin Calvin